# Porschdorf
Porschdorf  est une ancienne commune de Saxe (Allemagne), située dans l'arrondissement de Suisse-Saxonne-Monts-Métallifères-de-l'Est, dans le district de Dresde. Avec effet au 1er janvier 2012, elle est rattachée à la ville de Bad Schandau.